# لمعه‌دشت
لمعه‌دشت روستایی است که در استان اردبیل، شهرستان خلخال، بخش مرکزی، دهستان خانندبیل غربی قرار دارد.

## جمعیت
بر اساس سرشماری سال ۱۳۸۵ جمعیت این روستا ۱۰۷۹ نفر با ۲۵۵ خانوار بوده‌است.